# Detenuto fantasma
Quello di detenuto fantasma è un termine utilizzato nel ramo esecutivo del governo degli USA per designare una persona detenuta in una prigione, la cui identità è stata nascosta evitando di registrarla e quindi mantenendola anonima. Tale usanza nacque nel momento in cui l'amministrazione Bush iniziava la guerra al terrorismo a seguito dell'attentato dell'11 settembre. Come documentato nel cosiddetto Taguba Report, del 2004, esso venne utilizzato allo stesso modo dai funzionari e dai collaboratori esterni del Centro interrogatori della prigione di Abu Ghraib in Iraq nel 2003-2004.
Secondo il memorandum del senatore svizzero Dick Marty, avente per oggetto le "presunte detenzioni negli Stati del Consiglio d'Europa", la CIA ha catturato con il metodo di extraordinary rendition un centinaio di persone sul territorio europeo successivamente estradandole in Paesi dove sarebbero state torturate. Questo centinaio di persone estradate si aggiunge alle centinaia di detenuti fantasma negli USA.

## Prigioni segrete della CIA (cosiddetti "siti neri")
Secondo l'ex capo della CIA Michael Hayden nel 2007, la CIA ha detenuto fino a 100 persone presso strutture segrete all'estero (note come "Siti Neri") fin dalla cattura nel 2002 del sospetto agente di Al Qaida Abu Zubaydah.
Un esempio è Khalid El-Masri, un cittadino tedesco tradotto dalla CIA in Macedonia nel gennaio del 2004. Fu portato dalla CIA in un sito nero in Afghanistan, noto come Salt Pit, per interrogarlo con le cosiddette "tecniche potenziate di interrogatorio" prima di stabilire che era innocente a marzo e infine rilasciato nel maggio del 2004 dopo qualche ritardo. La sua cattura venne definita un caso di errore di identità.  La Germania inizialmente riferì di non sapere nulla della cattura di el-Masri fino al suo ritorno nel paese nel maggio del 2004. Ma, il 1º giugno 2006, il BND (Servizio Segreto Tedesco) dichiarò di essere stato a conoscenza della cattura di El-Masri 16 mesi prima che la Germania fosse ufficialmente informata del suo arresto.
In un rapporto del 2007, la Human Rights Watch relazionò sulle affermazioni di un presunto detenuto fantasma, Marwan Jabour, un palestinese arrestato a Lahore, in Pakistan, nel maggio del 2004. Egli dichiarò che era stato trattenuto per più d'un mese in una struttura di detenzione segreta gestita dai pachistani e dagli americani ad Islamabad. Egli fu trasferito in volo in una prigione della CIA in Afghanistan, dove venne detenuto in segreto, per più di due anni. Durante questo calvario, fu torturato, bastonato, costretto a restare sveglio per giorni, e tenuto nudo e incatenato al muro per più d'un mese. 

Almeno 39 detenuti già trattenuti nelle prigioni segrete della CIA continuano a essere "scomparsi", secondo Off the Record, un rapporto pubblicato congiuntamente il 7 giugno 2007 da sei gruppi di attivisti umanitari, compresi Amnesty International, il Center for Constitutional Rights, il Center for Human Rights, Global Justice, e Human Rights Watch. I portavoce hanno riferito che il loro rapporto:
"... rivela fino a che punto gli USA hanno illegalmente fatto uso di “detenzione per procura” per vuotare i suoi siti segreti e dimostra che "lungi dal perseguire i "peggiori tra i peggiori", il sistema raccoglie detenuti di basso profilo e prevede perfino la detenzione di mogli e figli degli "scomparsi", in palese violazione dei diritti umani. 'Off the Record' documenta anche affermazioni riguardanti il trattamento dei detenuti trattenuti in segreto, comprendente torture e altri trattamenti o punizioni crudeli, disumani e degradanti."

## I "detenuti fantasma" di Abu Ghraib
La pratica della detenzione fantasma salì all'attenzione generale nel 2005 quando il Washington Post pubblicò una storia la quale suggeriva che l'Esercito USA e la CIA detenevano "combattenti nemici illegittimi" nella prigione di Abu Ghraib in Iraq senza regolare processo. Secondo quell'articolo, la CIA chiese al Servizio Segreto Militare di poter detenere detenuti fantasma ad Abu Ghraib dal settembre del 2003 e propose un accordo bilaterale tra i due Servizi sull'argomento nel novembre di quell'anno. L'Esercito e il Ministero della Difesa hanno ammesso che gli USA hanno usato la detenzione fantasma in passato, affermando però trattarsi di casi isolati. Secondo alcuni documenti di cui il Post è venuto in possesso, "detenuti della CIA non registrati furono portati ad Abu Ghraib diverse volte la settimana verso la fine del 2003."

Il Post citò come prova il rapporto del 2004 del Maggior Generale Antonio Taguba:
... in a report describing abuses of detainees at the Abu Ghraib prison near Baghdad, [he] blamed the 800th Military Police Brigade, which guarded the prison, for allowing 'other government agencies' — a euphemism that includes the CIA — to hide 'ghost' detainees at Abu Ghraib. The practice, he wrote, 'was deceptive, contrary to Army doctrine, and in violation of international law'.